# Tomo-chan Is a Girl!
Tomo-chan Is a Girl! (jap. トモちゃんは女の子！ Tomo-chan wa onnanoko!; dosł. „Tomo jest dziewczyną!”) – czteropanelowa manga autorstwa Fumity Yanagidy. Była publikowana na Twitterze Twi4 oraz w serwisie Saizensen od kwietnia 2015 do lipca 2019.  
Serial anime wyprodukowany przez studio Lay-duce był emitowany od stycznia do marca 2023. 

## Fabuła
Tomo Aizawa, tytułowa bohaterka, jest chłopczycą, która zadurzyła się w swoim przyjacielu z dzieciństwa Junichiro, który postrzega ją bardziej jak kumpla, niż jako dziewczynę. Tomo wielokrotnie bezskutecznie próbuje wyznać Junichiro swoje uczucia, a czasem, nie mogąc uzyskać upragnionej uwagi, bije go. Tomo często korzysta z rad swojej koleżanki z klasy Misuzu, z którą Tomo i Junichiro przyjaźnią się od dziecka, by udowodnić Junichiro, że ona też jest kobietą.

## Bohaterowie
- Tomo Aizawa (jap. 相沢 智 Aizawa Tomo)

Seiyū: Rie Takahashi 
Główna bohaterka. Jest chłopczycą, która wyróżnia się w sporcie. Próbuje wyznać uczucia swojemu przyjacielowi z dzieciństwa Junichiro.
- Junichiro Kubota (jap. 久保田 淳一郎 Kubota Junichirō)

Seiyū: Kaito Ishikawa 
Przyjaciel z dzieciństwa, którego Tomo darzy sympatią. Jest nieświadomy jej zalotów, widząc w niej tylko jednego z chłopaków.
- Misuzu Gundo (jap. 群堂 みすず Gundō Misuzu)

Seiyū: Rina Hidaka 
Przyjaciółka z dzieciństwa Tomo i była dziewczyna Junichiro. Uwielbia droczyć się z przyjaciółmi.
- Carol Olston (jap. キャロル・オールストン Kyaroru Ōrusuton)

Seiyū: Sally Amaki 
Koleżanka z klasy i przyjaciółka Tomo. Jest beztroska i nieświadoma tego, jak działa współczesne społeczeństwo.
- Kousuke Misaki (jap. 御崎 光助 Misaki Kōsuke)

Seiyū: Kōhei Amasaki 
Starszy kolega z klubu karate, w którym trenuje Tomo. Jest przyjacielem z dzieciństwa Carol, a także jej dalekim krewnym.
- Tatsumi Tanabe (jap. 田辺 達巳 Tanabe Tatsumi)

Seiyū: Yoshitsugu Matsuoka 
Kolega z klasy Junichiro. Podkochuje się w Misuzu, ale zawsze jest przez nią odtrącany.
- Goro Aizawa (jap. 相沢 五郎 Aizawa Gorō)

Seiyū: Kenji Nomura 
Ojciec Tomo i instruktor karate. To on jest powodem, dla którego Tomo nie może pokazać swojej kobiecej strony.
- Akemi Aizawa (jap. 相沢 あけみ Aizawa Akemi)

Seiyū: Kumiko Watanabe 
Matka Tomo, która podobnie jak ona, jest chłopczycą. Lubi droczyć się z mężem i córką.

## Manga
Czteropanelowa manga, autorstwa Fumity Yanagidy, ukazywała się na Twitterze Twi4 oraz w serwisie Saizensen od 7 kwietnia 2015 do 14 lipca 2019. Seria została również wydana w 8 tomach tankōbon nakładem wydawnictwa Kōdansha.
| Nr | Data wydania (język japoński) | ISBN (język japoński)  |
| -- | ----------------------------- | ---------------------- |
| 1  | 9 października 2015           | ISBN 978-4-06-369537-3 |
| 2  | 4 lutego 2016                 | ISBN 978-4-06-369544-1 |
| 3  | 9 lipca 2016                  | ISBN 978-4-06-369552-6 |
| 4  | 26 stycznia 2017              | ISBN 978-4-06-369562-5 |
| 5  | 10 sierpnia 2017              | ISBN 978-4-06-369579-3 |
| 6  | 10 lutego 2018                | ISBN 978-4-06-511152-9 |
| 7  | 12 września 2018              | ISBN 978-4-06-513113-8 |
| 8  | 12 września 2019              | ISBN 978-4-06-516696-3 |

## Anime
Adaptacja w formie telewizyjnego serialu anime została ogłoszona podczas Anime Expo w lipcu 2022. Została wyprodukowana przez studio Lay-duce i wyreżyserowana przez Hitoshiego Nanbę, wraz Noriko Hashimoto jako asystentką reżysera. Za scenariusz odpowiadała Megumi Shimizu, postacie zaprojektowała Shiori Hiraiwa, a muzykę skomponował Masaru Yokoyama. Motywem otwierającym jest „Kurae! Telepathy” (jap. くらえ！テレパシー) autorstwa Maharajan, końcowym zaś „yurukuru＊love” w wykonaniu Rie Takahashi, Riny Hidaki i Sally Amaki. 13-odcinkowa seria była emitowana od 5 stycznia do 30 marca 2023 w Tokyo MX i innych stacjach. Crunchyroll nabył licencję na serial i transmitował go wraz z angielskim dubbingiem.

## Odbiór
W ramach przewodnika po mangach serwisu Anime News Network na jesień 2018, Rebecca Silverman, Amy McNulty, Faye Hopper i Teresa Navarro zrecenzowały pierwszy tom serii. Silverman, McNulty i Navarro chwaliły postacie i kreskę, podczas gdy Hopper była bardziej krytyczna wobec fabuły.
W 2016 roku seria zdobyła nagrodę Next Manga Award w kategorii manga internetowa.